# Stefani Morgan
Stefani Morgan (Riverside, California; 31 de octubre de 1985) es una actriz pornográfica estadounidense.

## Biografía
En 2005 se firma el acuerdo, y la actriz se convierte en Vivid Girls. De hecho, hasta el momento es la única compañía para la que ha trabajado. Debuta en la película Sunny junto al actor Manuel Ferrara. Posteriormente rodaría otros títulos como : Stefani Morgan is leaving Angel City (2007), Sex and violins (2007), Debbie does Dallas again (2007) o Cry wolf (2008).
Tras ser nominada en los Premios AVN en la categoría a la actriz revelación en el 2007, en 2008 se llevaría dos premios.

## Premios
- 2008 Premio AVN a la Mejor escena lésbica por Sex & violins[1]
- 2008 Premio AVN a la Mejor escena en grupo por Debbie Does Dallas... again[1]